# Bröderna Blås
Bröderna Blås var en svensk musikgrupp som spelade svensk spelmansmusik på saxofon.
Bröderna Blås bestod av medlemmarna Anders Rosén, Jonas Simonson (även i bland annat Groupa, Den fule och Bäsk), Jonny Wartel, Kjell Westling, Roland Keijser, Sten Källman, Thomas Ringdahl (även i bland annat Filarfolket). Gruppen utgav 1990 musikalbumet Folksax anfaller (Hurv Musik KRLP-14).